# リー・タック
リー・タック（英語: Lee Tuck、1988年6月30日 - ）は、イングランド、ハリファクス出身の元サッカー選手。

## 来歴

### クラブ
2010年、タイ・ディヴィジョン1リーグのナコーンパトム・ユナイテッドに移籍した。タイ移籍前はイングランド下部（アマチュアリーグ）のファースリー・セルティックやギーズリーに所属した。
2011年、バンコクに移籍した。2012年シーズンは32試合23ゴールを記録し、ディヴィジョン1リーグ得点王に輝いた。翌年もサイアム・ネイビー戦でハットトリックを達成するなど活躍し、得点ランキング2位となる23ゴールを記録した。
2014年、タイ・プレミアリーグのエアフォース・セントラルに移籍した。同年10月、プレミアリーグのナコーンラーチャシーマー・マツダに移籍した。
2017年以降はマレーシアのクラブに所属している。

### 代表
2022年12月9日、カンボジア代表との親善試合でマレーシア代表として初出場。

## エピソード
- BBCのインタビューで、チームメートの勧めでサソリの素揚げを食べたことを告白した。また、タイの食べ物はすべてが新鮮で健康的であり、イングランドに帰国すると、タイの食べ物が恋しくなると話した。[2]

## 個人タイトル
- タイ・ディヴィジョン1リーグ 得点王 ：1回
  - 2012